# Pratt & Whitney

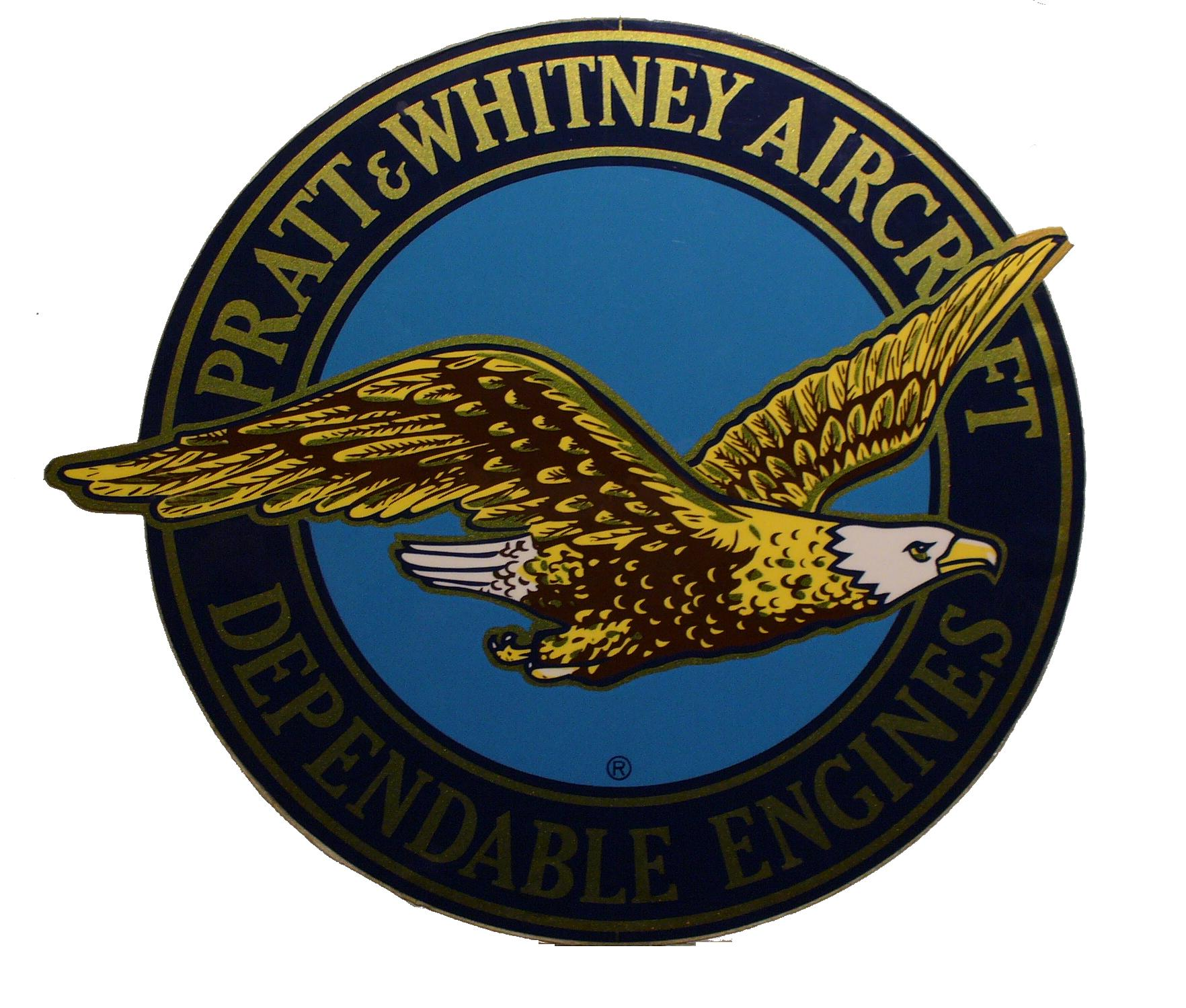
Inna wersja loga przedsiębiorstwa

Pratt & Whitney – amerykańska firma produkująca silniki lotnicze do samolotów cywilnych i wojskowych, a także silniki rakietowe (Pratt & Whitney Rocketdyne), wchodząca w skład koncernu zbrojeniowego RTX. Polskimi spółkami-córkami P&W są Pratt & Whitney Kalisz oraz Pratt & Whitney Rzeszów , oraz w Niepołomicach (Pratt & Whitney Tubes), gdzie produkowane są części do silników gazowo-turbinowych.
Przedsiębiorstwo należy wraz z General Electric i Rolls-Royce do tzw. "wielkiej trójki" producentów silników lotniczych. Firma dostarcza swoje konstrukcje koncernom takim jak Airbus, Boeing, McDonnell Douglas i Lockheed.

## Historia
Firmę założyli w 1860 r. Francis Pratt i Amos Whitney (to od ich nazwisk pochodzi nazwa firmy) w Hartford, Connecticut. Na początku produkowali narzędzia. Jednak w 1925 r. Frederick Brant Rentschler zaproponował właścicielom, że będzie konstruował dla nich silniki samolotowe. Dostał na to zgodę i otrzymał pożyczkę w wysokości 250 000 USD oraz miejsce na rozpoczęcie działalności. Silnik był gotowy już w 1926 i dysponował mocą 425 KM. W tym samym roku po testach amerykańska marynarka wojenna (United States Navy) zakupiła 200 sztuk tych silników.
W 1929 Frederick Rentschler wszedł w spółkę z Pratt & Whitney, tworząc w ten sposób United Aircraft and Transport Corporation, czyli podwaliny pod dzisiejszy koncern United Technologies, w którego skład wchodzą takie firmy jak: Sikorsky Helicopters, Hamilton Sundstrand i Otis Elevator Company.

## Modele silników

### Cywilne turbinowe
- JT3C
  - Boeing 707
  - Douglas DC-8

- JT3D/TF33
  - Boeing 707
  - Douglas DC-8

- JT8D
  - Boeing 727
  - Boeing 737
  - Dassault Mercure
  - Douglas DC-9
  - McDonnell Douglas MD-80
  - Sud Aviation Caravelle

- JT9D
  - Airbus A300
  - Airbus A310
  - Boeing 747
  - Boeing 767
  - McDonnell Douglas DC-10

- JT15D
  - Cessna Citation

- PW1000G
  - Airbus A220
  - Airbus A320neo
  - Embraer E-Jet E2
- PW2000/F117-PW-100
  - Boeing 757
  - Boeing C-17 Globemaster III

- PW4000
  - Airbus A300-600
  - Airbus A310-300
  - Airbus A330
  - Boeing 747-400
  - Boeing 767
  - Boeing 777
  - McDonnell Douglas MD-11

- PW6000
  - Airbus A318

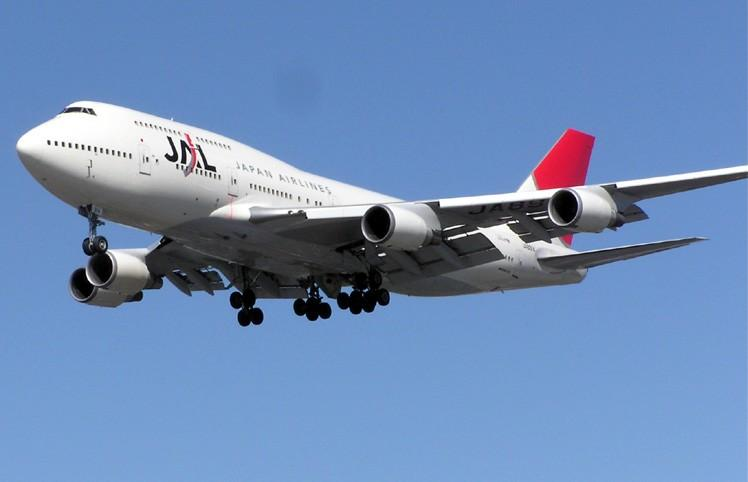
Boeing 747-400 japońskich linii lotniczych Japan Airlines.

- Engine Alliance GP7200 (wspólnie z GE Aviation)
  - Airbus A380

### Wojskowe turbinowe
- J52
  - A-4 Skyhawk
  - A-6 Intruder
  - EA-6 Prowler

- J57
  - F-100 Super Sabre
  - F-101 Voodoo
  - F-102 Delta Dagger

- JT3D/TF33

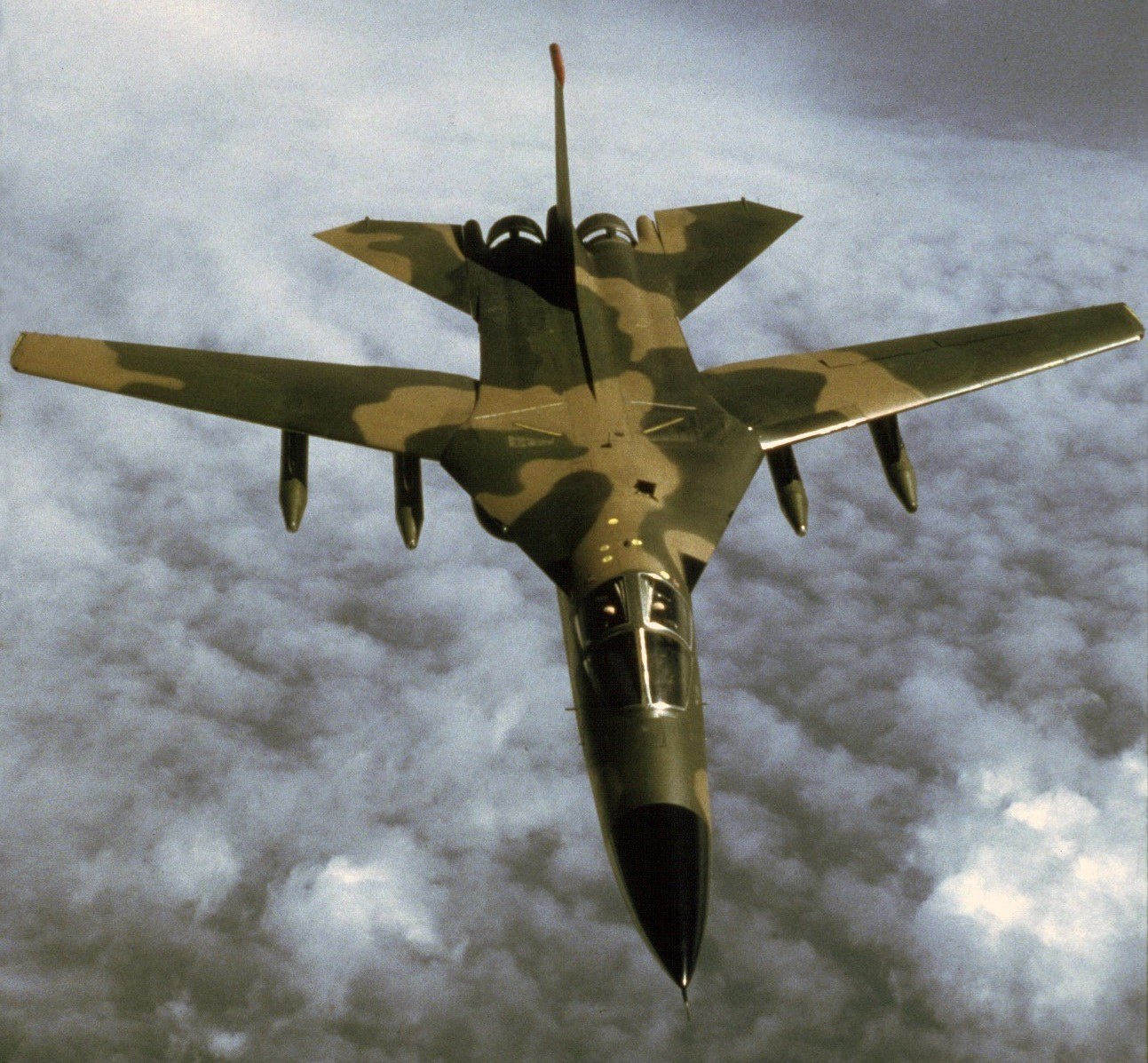
General Dynamics F-111 z silnikiem TF-30

  - Stany Zjednoczone i NATO E-3 Sentry
  - E-8 JSTARS
  - KC-135 Stratotanker
  - RC-135 Rivet Joint
  - Boeing B-52 Stratofortress
  - C-141 Starlifter

- J58/JT11D
  - Lockheed SR-71

- TF-30
  - General Dynamics F-111
  - F-14A Tomcat

- F100
  - F-15 Eagle
  - F-15E Strike Eagle
  - F-16 Fighting Falcon

- F119
  - F-22 Raptor

- F135
  - F-35 Lightning II.

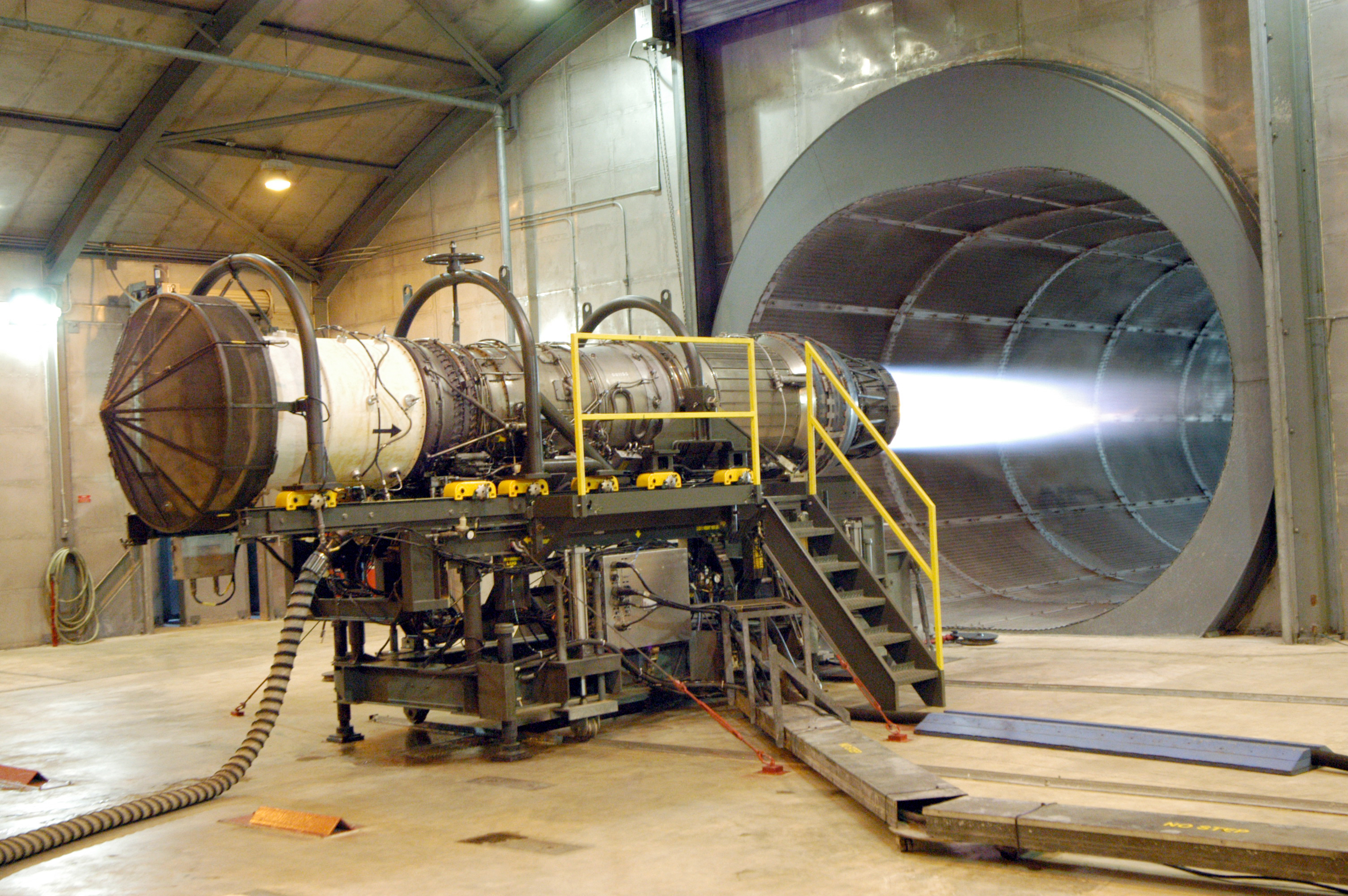
Test silnika F-100 montowanego w F-15

Silniki wyprodukowane przez Pratt & Whitney Rocketdyne były również montowane w rakietach typu Saturn V.